# Epidendrum crenulidifforme
Epidendrum crenulidifforme är en orkidéart som beskrevs av Luis M. Sánchez och Eric Hágsater. Epidendrum crenulidifforme ingår i släktet Epidendrum och familjen orkidéer. Inga underarter finns listade i Catalogue of Life.